# Томас Грабб
Томас Грабб (англ. Thomas Grubb; 4 серпня 1800 — 19 вересня 1878) — ірландський оптик і майстер з виготовлення оптичних інструментів. 1833 року заснував Grubb Telescope Company (нині — Grubb Parsons).
Член Лондонського королівського товариства (1864).